# Tometes lebaili
Tometes lebaili är en fiskart som beskrevs av Jégu, Keith och Belmont-jégu 2002. Tometes lebaili ingår i släktet Tometes och familjen Characidae. Inga underarter finns listade i Catalogue of Life.